# Katarzyna Walczak
Katarzyna Walczak (ur. 1981) – polska aktorka musicalowa. Absolwentka Studium Wokalno- Aktorskiego w Gdyni (2000-2004) i Dziennikarstwa i Komunikacji Społecznej w Społecznej Akademii Nauk w Warszawie oraz Musicalu na Wydziale Wokalno-Aktorskim Uniwersytetu Muzycznego Fryderyka Chopina w Warszawie (2021-2023).
W 2011 wystąpiła na Konkursie Piosenki Eurowizji w Düsseldorfie, reprezentując San Marino u boku artystki Senhit Zadik Zadik.

## Teatr
| Rok        | Tytuł                                                                | Rola                        | Miejsce                                                             |
| ---------- | -------------------------------------------------------------------- | --------------------------- | ------------------------------------------------------------------- |
| 2025       | Wicked                                                               | Madame Maskudna             | Teatr Roma Warszawa                                                 |
| 2023       | We Will Rock You                                                     | Killer Queen                | Teatr Roma Warszawa                                                 |
| 2022       | Matylda                                                              | Pani Kornik                 | Teatr Syrena Warszawa                                               |
| 2021       | Bitwa o Tron                                                         | Anna Wazówna                | Teatr Syrena Warszawa                                               |
| 2019       | Next to Normal                                                       | Diana Goodman               | Teatr Syrena Warszawa                                               |
| 2019       | Opera za trzy grosze                                                 | Jenny Knajpiarka            | Krakowski Teatr Variété                                             |
| 2018       | Rodzina Addamsów                                                     | Alice Beineke               | Teatr Syrena Warszawa                                               |
| 2018       | Czarownice z Eastwick                                                | Gina Marino                 | Teatr Syrena Warszawa                                               |
| 2017       | Kobiety na skraju załamania nerwowego                                | zespół wokalny              | Teatr Rampa Warszawa                                                |
| 2014-2017  | Mamma Mia                                                            | swing                       | Teatr Roma Warszawa                                                 |
| 2014       | Prosimy nie wyrywać foteli, czyli krótka historia muzyki rozrywkowej | solistka                    | Opera i Filharmonia Podlaska                                        |
| 2012-2014  | Deszczowa Piosenka                                                   | Dora Bailey/ Miss Dinsmore  | Teatr Roma Warszawa                                                 |
| 2012-2013  | Sweeney Todd                                                         | Lucy Barker                 | Teatr Rozrywki Chorzów                                              |
| 2010-2012  | Les Misérables                                                       | Fantyna, zespół wokalny     | Teatr Roma Warszawa                                                 |
| 2009-2010  | RENT                                                                 | Maureen Johnson             | Opera na Zamku w Szczecinie                                         |
| 2008- 2010 | Upiór w operze                                                       | Madame Giry, zespół wokalny | Teatr Roma Warszawa                                                 |
| 2005-2006  | Najlepsze z najlepszych                                              | solistka                    | Teatr Komedia Warszawa                                              |
| 2005-2006  | Taniec Wampirów                                                      | Magda                       | Teatr Roma Warszawa                                                 |
| 2005-2006  | 12 ławek                                                             | Tina                        | Teatr Muzyczny Gdynia                                               |
| 2004-2005  | Roxi Bar                                                             | zespół wokalny              | Teatr Muzyczny Gdynia                                               |
| 2004-2005  | Pinokio                                                              | Sowa                        | Teatr Muzyczny Gdynia                                               |
| 2004-2005  | Chicago                                                              | ensemble                    | Teatr Muzyczny Gdynia                                               |
| 2002-2005  | Hair                                                                 | chór/ zespół wokalny        | Teatr Muzyczny Gdynia/ Musical Maag Music Hall, Zürich, Switzerland |
| 2002       | Jesus Christ Superstar                                               | chór/ zespół wokalny        | Teatr Muzyczny Gdynia                                               |
| 2001       | Ania z Zielonego Wzgórza                                             | uczennica                   | Teatr Muzyczny Gdynia                                               |

Dane źródłowe

## Dyskografia
| Rok  | Album                               | partia                   | notatki                                                       |
| ---- | ----------------------------------- | ------------------------ | ------------------------------------------------------------- |
| 2004 | 12 ławek                            | Tina                     | utwór Chodzmy stąd w duecie z Katarzyną Kurdej                |
| 2005 | Taniec Wampirów Teatr Roma Warszawa | Magda                    | Platynowa płyta w kategorii muzyka poważna popularna          |
| 2008 | Upiór w Operze Teatr Roma Warszawa  | zespół wokalny i epizody | Potrójna platynowa płyta w kategorii muzyka poważna popularna |
| 2011 | Les Misérables Teatr Roma Warszawa  | zespół wokalny i epizody | Złota płyta w kategorii muzyka poważna popularna              |
| 2015 | Mamma Mia Teatr Roma Warszawa       | zespół wokalny           | Podwójna Platynowa Płyta w kategorii muzyka poważna popularna |

Dane źródłowe